# Xã Reynolds, Quận Lee, Illinois
Xã Reynolds (tiếng Anh: Reynolds Township) là một xã thuộc quận Lee, tiểu bang Illinois, Hoa Kỳ. Năm 2010, dân số của xã này là 297 người.